# Fandango!
| Críticas profissionais | Críticas profissionais |
| Avaliações da crítica  | Avaliações da crítica  |
| Fonte                  | Avaliação              |
| ---------------------- | ---------------------- |
| AllMusic               | 3.5 de 5 estrelas.     |

Fandango! é o quarto álbum de estúdio da banda ZZ Top, lançado em 1975 metade ao vivo e metade de estúdio. Desde o álbum anterior, Tres Hombres, a banda obteve um sucedido crescimento em termos de público e vendagens, atingindo o ápice com Fandango!. A faixa "Tush" foi o single da vez, e fez muito sucesso, aparecendo na trilha sonora de vários filmes, dentre eles, o adolescente e rebelde Dazed and Confused de 1976.

## Faixas
Todas as faixas por Billy Gibbons, Dusty Hill e Frank Beard, exceto onde indicado.
| Lado A |                                                        |         |  |
| N.º    | Título                                                 | Duração |  |
| 1.     | "Thunderbird" (ao vivo)                                | 4:08    |  |
| 2.     | "Jailhouse Rock" (Jerry Leiber, Mike Stoller; ao vivo) | 1:57    |  |
| 3.     | "Backdoor Medley" (ao vivo)                            | 9:25    |  |
| 4.     | "Backdoor Love Affair" (Gibbons, Bill Ham)             | 1:10    |  |
| 5.     | "Mellow Down Easy" (Willie Dixon)                      | 3:39    |  |
| 6.     | "Backdoor Love Affair No. 2" (Gibbons)                 | 2:05    |  |
| 7.     | "Long Distance Boogie"                                 | 2:32    |  |

| Lado B |                              |         |  |
| N.º    | Título                       | Duração |  |
| 1.     | "Nasty Dogs and Funky Kings" | 2:42    |  |
| 2.     | "Blue Jean Blues"            | 4:43    |  |
| 3.     | "Balinese"                   | 2:39    |  |
| 4.     | "Mexican Blackbird"          | 3:07    |  |
| 5.     | "Heard it on the X"          | 2:24    |  |
| 6.     | "Tush"                       | 2:15    |  |

## Formação
- Billy Gibbons: guitarra e vocal
- Dusty Hill: vocal e baixo
- Frank Beard: bateria